# Засвятыче
Засвятыче (пол. Zaświatycze) — деревня в Влодавском повете Люблинского воеводства Польши. Входит в состав гмины Ханна. По данным переписи 2011 года, в деревне проживало 319 человек.
В период с 1975 по 1998 годы деревня входила в состав Бяльскоподляского воеводства.

## География
Деревня расположена на востоке Польши, к западу от реки Западный Буг, вблизи государственной границы с Белоруссией, на расстоянии приблизительно 16 километров к северо-северо-западу (NNW) от города Влодавы, административного центра повета. Абсолютная высота — 157 метров над уровнем моря. К востоку от населённого пункта проходит региональная автодорога 816.

## Климат
Климат характеризуется как влажный континентальный с тёплым летом (Dfb  в классификации климатов Кёппена). Среднегодовая температура воздуха составляет 7,5 °C. Средняя температура самого холодного месяца (января) составляет −4,7 °С, самого тёплого месяца (июля) — 18,6 °С. Расчётная многолетняя норма осадков — 510 мм.

## Население
Демографическая структура по состоянию на 31 марта 2011 года:
|         | Всего | До трудоспособного возраста | Трудоспособного возраста | Старше трудоспособного возраста |
| ------- | ----- | --------------------------- | ------------------------ | ------------------------------- |
| Мужчины | 145   | 25                          | 95                       | 25                              |
| Женщины | 174   | 34                          | 78                       | 62                              |
| Всего   | 319   | 59                          | 173                      | 87                              |